# Ariane Rädler
Ariane Rädler (20 gennaio 1995) è una sciatrice alpina austriaca.

## Biografia
Ariane Rädler, originaria di Möggers, ha debuttato nel Circo bianco nel novembre del 2010 disputando uno slalom speciale a Livigno, valido come gara FIS. Il 19 gennaio 2013 ha esordito in Coppa Europa a Schruns in slalom speciale, classificandosi 47ª, e il 26 febbraio 2018 ha conquistato il suo primo podio nel circuito vincendo la discesa libera di Crans-Montana. Ha esordito in Coppa del Mondo il 4 febbraio 2018, classificandosi 35ª nella discesa libera disputata a Garmisch-Partenkirchen, e ai Campionati mondiali a Cortina d'Ampezzo 2021, dove si è piazzata 16ª nel supergigante e non ha completato la combinata; il 16 gennaio 2022 ha conquistato il primo podio in Coppa del Mondo, ad Altenmarkt-Zauchensee in supergigante (3ª) e ai successivi XXIV Giochi olimpici invernali di Pechino 2022, sua prima presenza olimpica, è stata 20ª nel supergigante. Ai Mondiali di Saalbach-Hinterglemm 2025 si è classificata 17ª nella discesa libera e 21ª nel supergigante.

## Palmarès

### Coppa del Mondo
- Miglior piazzamento in classifica generale: 24ª nel 2025
- 2 podi (in supergigante):
  - 2 terzi posti

### Coppa Europa
- Miglior piazzamento in classifica generale: 5ª nel 2018
- Vincitrice della classifica di discesa libera nel 2018
- 6 podi:
  - 4 vittorie
  - 2 terzi posti

#### Coppa Europa - vittorie
| Data             | Località         | Paese    | Specialità |
| ---------------- | ---------------- | -------- | ---------- |
| 26 febbraio 2018 | Crans-Montana    | Svizzera | DH         |
| 28 febbraio 2018 | Crans-Montana    | Svizzera | DH         |
| 13 marzo 2018    | Soldeu/El Tarter | Andorra  | DH         |
| 14 marzo 2018    | Soldeu/El Tarter | Andorra  | SG         |

Legenda:

DH = discesa libera

SG = supergigante

### Australia - New Zealand Cup
- Miglior piazzamento in classifica generale: 25º nel 2015

### Campionati austriaci
- 3 medaglie:
  - 1 oro (supergigante nel 2019)
  - 1 argento (supergigante nel 2021)
  - 1 bronzo (discesa libera nel 2018)